# Württembergisches Fußartillerie-Regiment Nr. 13
Das Württembergische Fußartillerie-Regiment Nr. 13 war von 1917 bis 1919 ein Regiment der Württembergischen Armee.

## Geschichte
Das Regiment wurde während des Ersten Weltkrieges ab dem 22. Dezember 1917 aufgestellt. Mit der Aufstellung war das Ersatzbataillon des Württ. Fußartillerie-Regiments Nr. 13 beauftragt. Dieses war in den ersten Januartagen 1918 aus dem II. (Württ.) Ersatzbataillon des Hohenzollernschen Fußartillerie-Regiments Nr. 13 durch Umbenennung hervorgegangen.
Neu aufgestellt wurde der Regimentsstab.
Das I. Bataillon wurde aus der 1., 2. und 3. Batterie, das II. Bataillon aus der 4., 5. und 6. Batterie des Württ. Landwehr-Fuß-Bataillons Nr. 13 aufgestellt.
Das III. Bataillon bestand aus dem Stab, der 9. und 10. Batterie des bisherigen III. (Württ.) Bataillons des Hohenzollernschen Fußartillerie-Regiments Nr. 13. Die 8. Batterie wurde aus der 1. Batterie des Württ. Landsturm-Fußartillerie-Bataillons XIII. Armee-Korps gebildet.
Das IV. Bataillon war zuvor als IV. (Württ.) Bataillon ebenfalls dem Hohenzollernschen Fußartillerie-Regiment Nr. 13 unterstellt.
Am 26. Januar 1918 war das Regiment bei Straßburg zusammengezogen und abschließend von König Wilhelm II. besichtigt worden. Nach der Rückkehr aus dem Krieg wurde es am 8. Januar 1919 im Fort Unterer Kuhberg demobilisiert und schließlich aufgelöst.

### Garnisonen
Als Kriegsformation aufgestellt, hatte das Regiment keinen Friedensstandort. Das Ersatzbataillon war in Illkirch bei Straßburg stationiert und war dem Stellvertretenden Generalkommando XIII. (Kgl. Württ.) Armeekorps direkt unterstellt.

### Teilnahme an Gefechten und Kampfhandlungen
Das Regiment wurde ausschließlich an der Westfront eingesetzt:
Je nach übergeordnetem Truppenteil fand das Regiment an unterschiedlichen Frontabschnitten Verwendung. Nach dem Waffenstillstand erfolgt ab dem 12. November 1918 der Rücktransport nach Ulm.

## Auftrag
Mit der Aufstellung war beabsichtigt, das Regiment als Heeresartillerie geschlossen zu verwenden. Aufgrund der Umstände wurden jedoch die Bataillone verschiedene Truppen zugeteilt und standen nicht unter dem Regimentskommandeur. Je nach Lage, nach den verfügbaren Batterien und den augenblicklichen Anforderungen, wurden die Batterien ihrer Geschützart entsprechende auf die verschiedenen Kampftruppen verteilt. Dabei wurde unterschieden in Infanteriekampfgruppen (Ika.) zur Unterstützung der eigenen Infanterie, Artilleriekampfgruppen (Aka.) zur Bekämpfung der feindlichen Artillerie und Fernkampfgruppen (Feka.) zum Bekämpfen von weit entfernten feindlichen Geschützstellungen sowie des gegnerischen Hinterlandes mit Anmarschstraßen und Stabsquartieren. Die Bataillonsstäbe wurden je nach Bedarf der Führung einzelner Kampfgruppen, zur Erkundung oder als Munitions- und Baustäbe verwendet.

## Organisation

### Verbandszugehörigkeit
Das Regiment wurde in der kurzen Zeit seines Bestehens nicht geschlossen eingesetzt.
- Regimentsstab

Der Regimentsstab kam am 3. März 1918 als Abteilung Artillerie zum Generalkommando IX. Armee-Korps und führte dort die Artillerieverbände. Am 25. März trat der Regimentsstab zur 10. Reserve-Division. Anschließend wechselte der Stab am 28. März zur 213. Infanterie-Division, am 3. April zur 45. Reserve-Division und am 16. April der 206. Infanterie-Division. Am 27. April trat der Stab zum VIII. Armee-Korps der 7. Armee und dort zur 197. Infanterie-Division. Anschließend zur 223. Infanterie-Division des XXXVIII. Reserve-Korps der 18. Armee abkommandiert, übernahm der Regimentsstab am 2. Juni den Befehl über die schwere Artillerie der 105. Infanterie-Division. Am 6. Juni Wechsel zur 7. Armee, VII. Armee-Korps, 14. Infanterie-Division und am 15. Juni wurde der Stab als Abteilung Artillerie dem Generalkommando XXV. Reserve-Korps zugeteilt. Nach einem erneuten Unterstellungswechsel am 21. Juni zur 1. Armee, erfolgte am 27. Juni der letzte Wechsel zum XXIV. Reserve-Korps.
- I. Bataillon[2]

Das I. Bataillon war wie folgt eingesetzt: Ab 14. März 1918 bei der 238. Infanterie-Division des XVII. Armee-Korps und ab 29. März bei der 242. (Württ.) Infanterie-Division. Diese wurde am 27. April von der 5. Reserve-Division abgelöst, diese am 2. Juni von der 75. Reserve-Division und diese wiederum am 7. Juni von der 19. Infanterie-Division. Am 6. Juli trat das Bataillon zur Garde-Ersatz-Division des XXIV. Armee-Korps, am 15. Juli zur 199. Infanterie-Division und am 20. Juli zur 19. Reserve-Division. Am 30. August als Eingreifbataillon der 3. Garde-Division unterstellt, wurde diese am 19. September von der 14. Infanterie-Division, abgelöst. Nachdem diese wiederum am 7. Oktober von der 242. (Württ.) Infanterie-Division abgelöst wurde, erfolgte am 17. Oktober der letzte Unterstellungswechsel zur 7. Infanterie-Division.
- II. Bataillon[3]

Das II. Bataillon wurde im Februar 1918 der 18. Armee unterstellt. Dort trat es am 1. März zur 128. Infanterie-Division und wechselte am 8. März zum IV. Reserve-Korps. Anschließend wurde es ab 12. März der 34. Infanterie-Division, ab 23. März wieder dem IV. Reserve-Korps und ab 15. April der 105. Infanterie-Division unterstellt. Ab 27. Mai gehörte es zum XXXVIII. Armee-Korps und wirkte dort bei der 105. und 223. Infanterie-Division. Zum 1. Juni wurde es der 84. Infanterie-Division, zum 5. Juni der bayerische 5. Infanterie-Division und zum 11. Juni dem IX. Armee-Korps unterstellt. Nachdem es am 17. Juni zur 1. Armee wechselte und ab 1. Juli als Heeresreserve eingesetzt wurde, gelangte es am 3. Juli zum XIV. Armee-Korps. Anschließend erfolgte am 21. Juli ein Unterstellungswechsel zur 239. Infanterie-Division. Nach dem erneuten Einsatz als Armeereserve am 25. August trat es am 27. August zur bayerischen 15. Infanterie-Division. Zuletzt war das Bataillon ab dem 30. August wieder bei der 239. Infanterie-Division und ab dem 23. Oktober bei der 51. Reserve-Division eingesetzt.
- III. Bataillon[4]

Das Bataillon wurde am 12. Februar 1918 der 36. Infanterie-Division zugeteilt. Ab 22. März erfolgte eine rasche Folge von Unterstellungswechseln zwischen der bayerische 1. Infanterie-Division, der Fernkampfgruppe Major Bause und der 36. Infanterie-Division. Am 27. April trat das Bataillon schließlich zur 242. (Württ.) Infanterie-Division. Bis Kriegsende verbleibt sie, nur unterbrochen durch eine kurzfristige Abstellung vom 14. bis 20. Mai zur 33. Reserve-Division und vom 4. bis 16. Juli zur 26. (1. Kgl. Württ.) Division, bei diesem württembergischen Großverband.
- IV. Bataillon[5]

Das IV. Bataillon war zeit seines Bestehens der 27. (2. Kgl. Württ.) Division zugeteilt und dem Feldartillerie-Regiment König Karl (1. Württ.) Nr. 13 unterstellt.

### Gliederung
Das Regiment umfasste vier Bataillone mit zwölf Batterien, wobei statt einer 7. eine 13. Batterie errichtet wurde.
Gliederung 1918:
- Regimentsstab
- Stab I/13 mit 1., 2. und 3. Batterie
- Stab II/13 mit 4., 5. und 6. Batterie
- Stab III/13 mit 8., 9. und 10. Batterie
- Stab IV/13 mit 11., 12. und 13. Batterie

Jede Batterie hatte eine Munitions-Kolonne gleicher Nummer.

### Kommandeure
| Nr. | Name         | Beginn der Berufung |
| --- | ------------ | ------------------- |
| 1.  | Major Caesar | 22. Dezember 1917   |

## Bewaffnung und Ausrüstung

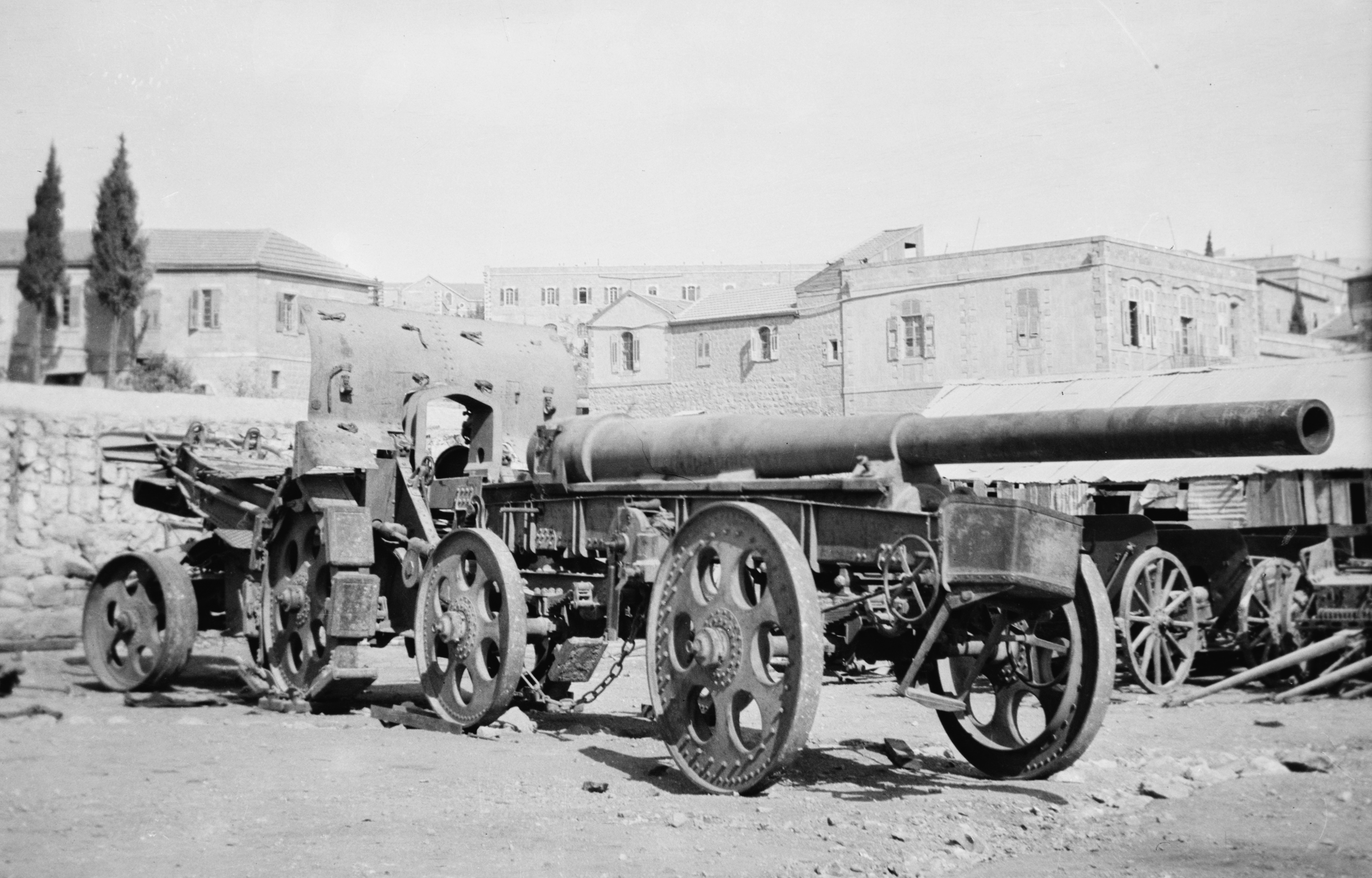
Eine von den Alliierten erbeutete 15-cm-Kanone 16 mit Zugmaschine.

Das I. und II. Bataillon sowie das II. und IV. Bataillon waren jeweils identisch ausgerüstet:
Die 1., 2., 4. und 5. Batterie hatte jeweils vier lange Mörser, die 3. und 6. Batterie jeweils zwei 15-cm-Kanone 16 mit Kraftzug und die 8. bis 13. Batterie jeweils vier schwere 15-cm Feldhaubitzen 13.

## Bekannte Angehörige
- Reinhold Maier (1889–1971), deutscher Politiker (FVP, DDP und FDP) und der erster Ministerpräsident von Baden-Württemberg.

## Verweise